# Donor (Band)
Donor war eine niederländische progressive Power- und Thrash-Metal-Band aus Oostzaan, die im Jahr 1987 gegründet wurde und sich 1995 auflöste.

## Geschichte
Die Band wurde im Jahr 1987 vom Gitarristen Jelle Bekker gegründet. Weitere Mitglieder waren der Sänger Ard van Bers, die Gitarristen Bart Vreken und Jelle Bakker, der Bassist Cees van Petten und der Schlagzeuger Toni van Petten. Im Jahr 1989 war die Gruppe auch auf dem Sampler Metal in Rocks II zu hören. Zudem veröffentlichte sie das Demo Inexplicable Knowledge und erreichte daraufhin einen Vertrag bei Mausoleum Records. Dadurch konnte die Band ihre Bekanntheit steigern und ging auf Touren durch verschiedene europäische Länder und trat dabei zusammen mit Gruppen wie Napalm Death, Artillery, Zodiac Mindwarp and the Love Reaction, Dirty Rotten Imbeciles, Nuclear Assault und Psychotic Waltz auf. In den Jahren 1992 und 1994 veröffentlichte Mausoleum Records zudem die Alben Triangle of the Lost und Release, auf dem Richard Dijkman als neuer Sänger zu hören war, ehe es Anfang 1995 zur Auflösung der Band kam. Einige Mitglieder gründeten daraufhin die Band Frozen Sun.

## Stil
Laut Eduardo Rivadavia von Allmusic spiele die Band progressiven Thrash Metal, der zusammen mit dem markanten Gesang an Watchtower erinnere. Laut Andreas Schöwe vom Metal Hammer spiele die Band auf Triangle of the Lost abwechslungsreichen, progressiven Power Metal, wobei in Liedern wie Triumph Fires auch Black-Sabbath-Elemente zu hören seien. Die Riffs würden an Megadeth und Metal Church erinnern, während der Gesang wie der von Warrel Dane (Sanctuary) klinge. Auf Release habe sich die Band laut Volker Raabe vom Metal Hammer vom Power- und Progressive-Metal etwas entfernt, was auch durch Richard Dijkman als neuen Sänger bewirkt wurde. Zudem gebe sich die Band in ihren Arrangements sehr abwechslungsreich.

## Diskografie
- 1988: Demo I (Demo, Eigenveröffentlichung)
- 1989: Epidemic Promo - Tape (Demo, Eigenveröffentlichung)
- 1990: Inexplicable Knowledge (Demo, Eigenveröffentlichung)
- 1992: Triangle of the Lost (Album, Mausoleum Records)
- 1994: Release (Album, Mausoleum Records)